# Davidovy narozeniny
Davidovy narozeniny (v originále Il compleanno, tj. Narozeniny) je italský hraný film z roku 2009, který režíroval Marco Filiberti podle vlastního scénáře. Film o latentním homosexuálovi byl poprvé uveden na 66. ročníku Filmového festivalu v Benátkách v roce 2009, do italských kin byl uveden 28. května 2010.

## Děj
Dva manželské páry – Matteo a Francesca a Diego a Shary se rozhodnou strávit spolu léto v domě na pláži. Matteo je čtyřicetiletý psychoanalytik a s Francescou mají pětiletou dceru Elenu. Diego je advokát, který se kdysi seznámil s Američankou Shary, se kterou má syna Davida. David, který žije ve Spojených státech, kde nyní navštěvuje vysokou školu, se vrací po pěti letech do Itálie strávit dovolenou se svou rodinou. David vzbudí v Matteovi nečekanou silnou touhu, které se nemůže ubránit. Do domu přijíždí na pár dní i Sharyn bratr Leonard, který jediný pochopí, co se děje. Vztahy mezi partnery začnou skřípat a zvyšuje se napětí. Matteo je nevrlý a mezi Shary a Diegem vyplouvají na povrch staré neshody. Leonard se poté, co se marně snaží varovat svou sestru i Mattea, rozhodne odjet a události směřují k tragickému konci v den Davidových narozenin.

## Obsazení
| Alessandro Gassman  | Diego     |
| Maria de Medeiros   | Francesca |
| Massimo Poggio      | Matteo    |
| Michela Cescon      | Shary     |
| Hristo Jivkov       | Leonard   |
| Thyago Alves        | David     |
| Piera Degli Esposti | Giuliana  |